# World Series Baseball 2K1
World Series Baseball 2K1 (ワールドシリーズベースボール2K1) est un jeu vidéo de sport de type baseball sorti exclusivement sur Dreamcast le 17 juillet 2000 en Amérique du Nord, puis le 22 mars 2001 au Japon. Il a été développé par Visual Concepts et édité par Sega sous licence MLB.
Le jeu fait partie de la série World Series Baseball, dont il constitue le premier épisode sur Dreamcast, suivi de World Series Baseball 2K2. Il fait également partie des 17 jeux réédités sous le label Sega All Stars aux États-Unis.